# Striga gracillima
Striga gracillima ist eine Pflanzenart aus der Gattung Striga in der Familie der Sommerwurzgewächse (Orobanchaceae).

## Beschreibung
Striga gracillima ist eine 25 bis 55 cm hoch werdende, parasitäre, einjährige Pflanze. Sie wächst schlank und verzweigt meist nicht, ist dicht schuppig und steifhaarig mit anliegenden Haaren. Der Stängel ist undeutlich rechteckig. Die Laubblätter haben eine Größe von 18 bis 45 × 2 bis 5 mm, sie sind schmal elliptisch, ganzrandig und besitzen eine undeutliche Aderung. Sie stehen gegenständig und sind länger als die Internodien.
Die Blüten stehen wechselständig an kurzen Blütenstielen in einem zapfenförmigen Blütenstand. Im unteren Bereich stehen die Blüten achselständig an den Tragblättern, oberhalb der Mitte überlappen sie sich dachziegelartig. Die Blüten werden von je zwei Tragblättern begleitet, diese sind im unteren Bereich 10 bis 25 × 2 mm lang, laubblattähnlich und länger als der Kelch, im oberen Bereich werden die Tragblätter lanzettlich und sind so lang oder länger als der Kelch. Der Blütenstand ist kürzer als der vegetative Spross.
Der Kelch ist fünfrippig und hat eine Länge von 5 bis 7 mm. Die Kelchröhre ist 3 bis 4 (selten bis 5) mm lang. Sie ist mit fünf ungleich geformten, dreieckigen, 1 bis 2 mm langen Kelchzipfeln besetzt, der adaxiale Kelchzipfel ist auf etwa 1 mm reduziert. Die Krone ist violett gefärbt. Die Kronröhre ist 6 bis 8 mm lang, gebogen, in Höhe der Kelchzähne erweitert und dicht behaart, jedoch ohne Drüsenhaare aufzuweisen. Die Lappen der Unterlippe haben eine Größe von 1 bis 3 × 1 bis 1,5 mm, sie sind abstehend und umgekehrt eiförmig. Die Oberlippe ist 4 × 5 mm groß, umgekehrt eiförmig, eingekerbt und etwa so lang wie breit.

## Vorkommen
Die Art kommt in Malawi, Tansania und Sambia vor.